# Impolveratrice
L'impolveratrice o impolveratore è una macchina agricola usata per la distribuzione di antiparassitari in polvere. Tale macchina può essere montata su ruote e trainata da un trattore agricolo oppure essere portata dal trattore tramite l'attacco a tre punti. È adatta per piccole e grandi aziende.
L'impolveratore è chiamato anche solforatore o solforatrice dalla parola "zolfo" elemento principe della distribuzione in polvere. La macchina viene usata per distribuire anche zolfo ramato, zolfo con bentonite e altri prodotti pulverolenti utili all'agricoltura convenzionale, biologica e integrata.
L'impolveratore è una macchina che è strettamente connessa alla malattia dell'oidio perché viene usato molto per distribuire lo zolfo in polvere che previene gli effetti dannosi del fungo. La ragion d'essere della distribuzione in polvere sta nella irraggiunta capacità di adesione ottimale delle polveri sulle frutte e sulle verdure ai fini di sprigionare appunto gli effetti desiderati.
La concettualità della distribuzione di polveri in agricoltura, in particolare dello zolfo, viene dal passato contadino e ancora resiste ai giorni nostri per efficienza in determinate situazioni ed assoluta economicità dei prodotti in questione. L'impolveratore nasce quindi come macchina semplice, che non ha bisogno di regolazioni infinitesimali come quelle che distribuiscono prodotti sistemici curativi delle malattie.
L'impolveratrice è costituita da un telaio su cui è montata una tramoggia o serbatoio (dove si colloca il prodotto da distribuire), un ventilatore e un diffusore orientabile. La tramoggia è dotata di un organo agitatore della polvere (che serve a prevenire intasamenti) e di una saracinesca che regola l'apertura della tramoggia attraverso cui passa la polvere. L'antiparassitario cade per gravità verso il ventilatore, che lo distribuisce al diffusore. I diffusori possono benissimo essere anche due. Possono essere multipli in caso di impolveratore applicato a barra usata in campo aperto. Con diffusore dotato di prolungamento l'impolveratore può essere usato anche in serra. I meccanismi della macchina impolveratrice sono azionati attraverso la presa di potenza del trattore.
Condizione essenziale di una buona conservazione dell'impolveratore è lo svuotamento totale dalla polvere alla fine di ogni trattamento, tanto per il serbatoio quanto per la ventola (qualora il modello preveda il passaggio della polvere nella stessa per uno sfruttamento completo della sua potenza centrifuga). Lasciare depositato ad esempio dello zolfo nella macchina, significherebbe che lo stesso potrebbe indurirsi a causa dell'umidità atmosferica (in gergo dei produttori di impolveratori e degli agricoltori: lo zolfo si impacca ovvero si indurisce).
L'Italia, che è una buona produttrice di macchine agricole, vanta alcuni produttori di impolveratori, taluni recenti, altri con esperienza produttiva datata. Alcuni impolveratori sono costruiti con una manifattura talmente buona e quindi con un processo produttivo tale da poter rendere l'impolveratore una macchina di lunga vita, riparabile, riciclabile, destinata a vedere in campo tanto i modelli vecchi come quelli nuovi, entrambi perfettamente funzionanti.
Il mercato dell'impolveratore è sostanzialmente stagionale, ma gli impolveratori italiani hanno conosciuto anche il mercato estero e tuttora lo popolano.